# 十一酸雌二醇
十一酸雌二醇（estradiol undecylate）縮寫EU或E2U，又稱十一酸雌酮，曾在Delestrec和Progynon Depot 100等品牌名下銷售，是一種雌激素藥物，曾用於治療男性攝護腺癌。它還作為跨性別女性激素療法的一種方式。儘管十一酸雌二醇過去曾經使用，但目前已停產。該藥物通常攝入方式是每月一次的肌肉注射。
十一酸雌二醇对男性的副作用可能包括乳房压痛、乳房发育、女性化、性功能障碍、不孕不育、液体滞留和心血管问题。十一烷基雌二醇是一种雌激素，因此，是雌激素受体的激动剂，而雌激素受体是雌激素的生物靶标，如雌二醇。它是一种雌激素酯，是体内雌二醇的一种非常持久的前体药物。正因为如此，它被认为是一种天然和生物相同的雌激素形式。注射十一酸雌二醇的持续时间约为1至4个月。
十一酸雌二醇首次被描述是在1953年，並在1956年被引入醫學應用。它一直在2000年代後期之前被使用，然後停產。十一酸雌二醇曾在歐洲市場上銷售，但似乎從未在美國上市。多年來，它被用作治療男性攝護腺癌的肌注雌激素，儘管使用頻率不如聚磷酸雌二醇。有的跨性別女性會自行製作此種藥物以實施女性化激素療法。

## 医疗用途
十一酸雌二醇曾被用作高剂量雌激素疗法的一种形式，用于治疗前列腺（俗稱“高雌抗雄”），但后来在这个适应症上被新一代药物取代，这些新药物具有更少的不良效应（例如乳腺增生和心血管并发症），如GnRH类似物和非甾体抗雄激素。它已在许多临床研究中用于评估这个目的。它以每3到4周（或每月一次）100毫克的剂量通过肌肉注射用于这个适应症。
十一酸雌二醇有抗雄激素類似的效果，曾被用于抑制性犯罪者的性欲。對此适应症，它的剂量为每3到4周一次，肌肉注射50到100毫克。
十一酸雌二醇还曾用于治疗女性的乳腺癌。它也在更年期激素疗法中使用，例如用于缓解潮热和其他更年期症状。与雌二醇戊酸酯、雌二醇环戊酸酯和苯甲酸雌二醇一起，十一酸雌二醇已被用作肌肉注射雌激素，用于跨性別女性的激素疗法，剂量为每月100毫克至800毫克不等。

### 可用形式
十一酸雌二醇可作为肌肉注射的油溶液，一種規格是以100 mg/mL的藥物浓度的安瓿瓶。

## 禁忌症
十一酸雌二醇作為一種雌激素，禁忌症包括凝血问题、心血管疾病、肝脏疾病以及某些激素敏感性癌症，例如乳腺癌和子宫内膜癌等。

## 副作用
十一酸雌二醇及其副作用曾在由美因茨大學大學泌尿科Jacobi及其同事主持的III期國際多中心隨機對照試驗中進行評估，用於治療晚期前列腺癌。該研究包括來自12個治療中心的191名患者，這些患者接受了為期6個月的肌肉注射，其中96名患者每月接受100毫克的十一酸雌二醇，另有95名患者每週接受300毫克的醋酸環丙孕酮。該研究的一個分支首次於1978年和1980年報告了Mainz大學中心的42名患者。
這些患者年齡在51到84歲之間（平均68歲），排除了有預先存在心血管疾病的患者。對於十一酸雌二醇組報告了相當高的心血管併發症發生率（76％；21/16總發生率），其中心血管發病率為67％（21/14），心血管死亡率為9.5％（21/2）。該組中的心血管發病包括外周水腫和表層靜脈炎（38％；21/8），冠心病（24％；21/5）和深靜脈血栓形成（4.8％；21/1），而心血管死亡則包括心肌梗死（4.8％；21/1）和肺栓塞（4.8％；21/1）。
十一酸雌二醇組中的八例心血管併發症，包括兩例死亡，被認為是“嚴重的”。相反，在环丙烯酸乙酯對照組中未發生心血管毒性（0％；21/0）。十一酸雌二醇的其他副作用還包括乳腺增生（100％；21/21）和勃起功能障礙（90％；21/19）。在這相對較小的研究中，十一酸雌二醇的心血管併發症與高劑量的聚磷酸雌二醇和經皮雌二醇治療前列腺癌的大規模和高質量的臨床研究形成對比，這些研究中觀察到最少或沒有心血管有害性。

## 藥物过量
十一酸雌二醇曾在臨床上以每月高達800至2400毫克的大劑量通過肌肉注射使用，分為每週兩到三次注射，每次注射100至200毫克。作為比較，有報告指出，單次100毫克肌肉注射的十一酸雌二醇可導致約500pg/mL的雌二醇水平。雌激素過量的症狀可能包括噁心、嘔吐、腹脹、體重增加、水腫、乳房疼痛、陰道分泌物增加、腿沉和腿部抽筋。這些副作用可以通過降低攝入劑量來減輕。

## 社会与文化

### 通用名
雌二醇十一酸酯（Estradiol undecylate）是该药物的通用名称、国际非专利药品名称（INN）和美国药典通用名称（USAN）。 有些出版物中也将其拼写为雌二醇十一酸酯，同时也被称为雌二醇十一酸酯。 在德国，它有多种拼写，包括 estradiolundecylat、östradiolundecylat、östradiolundezylat、oestradiolundecylat、oestradiolundezylat 等。 雌二醇十一酸酯还以其先前的开发代码名称 RS-1047 和 SQ-9993 而闻名。

### 商品名
雌二醇十一酸酯的主要品牌名称是 Progynon Depot 100。除了 Progynon Depot 100 外，雌二醇十一酸酯还以其他品牌名称上市，包括 Delestrec、Depogin、Estrolent、Oestradiol D、Oestradiol-Retard Theramex 和 Primogyn Depot [0.1 mg/ml] 等。

### 可用性
雌二醇十一酸酯在欧洲（包括法国、德国、英国、摩纳哥、荷兰、瑞士）以及日本是可用的。 然而，它已被停产，因此不再可获得。